# 天淵道人
天淵道人（てんえんどうじん、生没年不詳）とは、江戸時代の浮世絵師。

## 来歴
画風から葛飾北斎の文化頃の門人といわれているが経歴は不明。作は「遊女芸妓図」という肉筆美人画の三幅対が知られるのみで、落款は「天淵道人章」、「司馬章之印」と「子■？」の二つの印がある。